# Perdutamente tuo... mi firmo Macaluso Carmelo fu Giuseppe
Perdutamente tuo... mi firmo Macaluso Carmelo fu Giuseppe è un film del 1976 diretto da Vittorio Sindoni. La pellicola presenta curiose analogie con alcune opere precedenti, come ad esempio La sbandata del 1974.

## Trama
Carmelo Macaluso, dopo aver lavorato per quindici anni in Germania, ritorna al paese natale in Sicilia. Ma ora l'uomo possiede una Mercedes e ben cento milioni di lire nella sua valigetta. Una baronessa senza scrupoli, Valeria Lamia, cerca di sposarlo per rubarne il denaro e, non riuscendovi, ci riprova tramite la disinibita figlia minorenne, Jessica, che spinge nel letto di Carmelo. Dopo aver perso tutti i suoi averi ed aver sperimentato la grettezza e l'avidità dei suoi compaesani, alla fine Macaluso torna a fare l'emigrante.

## Location
Il film è ambientato in Sicilia, ma girato in  gran parte in Calabria e precisamente a Caulonia, Stignano e Gerace ed in alcuni paesi della Locride, come Roccella Jonica e Locri; nel tribunale di quest'ultima località è girata la scena della causa giudiziaria. La canzone della sigla finale è cantata dai ragazzi di Caulonia. Alcune scene sono state effettivamente girate in Sicilia, a Naso e Capo d'Orlando, in provincia di Messina.

## Distribuzione
Distribuito dalla PAC l'11 febbraio 1976. Doppiaggio affidato alla CD.